# Кулушево (Учалинский район)
Кулу́шево (баш. Ҡолош) — деревня в Учалинском районе Республики Башкортостан Российской Федерации. Входит в состав Уразовского сельсовета.

## География
Расстояние до:
- районного центра (Учалы): 48 км,
- центра сельсовета (Уразово): 24 км,
- ближайшей железнодорожной станции (Учалы): 53 км.

## Население
| 2002 | 2009 | 2010 |
| ---- | ---- | ---- |
| 249  | ↘242 | ↘151 |

Национальный состав
Согласно переписи 2002 года, преобладающая национальность — башкиры (100 %).